# Ошан Ајл Бич (Северна Каролина)
Ошан Ајл Бич (енгл. Ocean Isle Beach) град је у америчкој савезној држави Северна Каролина.

## Демографија
По попису из 2010. године број становника је 550, што је 124 (29,1%) становника више него 2000. године.
| Група             | 2000.       | 2010.       |
| Белци             | 418 (98,1%) | 522 (94,9%) |
| Афроамериканци    | 0 (0,0%)    | 1 (0,2%)    |
| Азијати           | 2 (0,5%)    | 7 (1,3%)    |
| Хиспаноамериканци | 2 (0,5%)    | 19 (3,5%)   |
| Укупно            | 426         | 550         |